# 三浦弥五郎
三浦 弥五郎（みうら やごろう、明治5年1月16日（1872年2月24日） – 昭和16年（1941年）4月4日）は、日本の外交官。駐スイス公使。

## 経歴
千葉県出身。1896年（明治29年）、東京帝国大学法科大学英法科を卒業。外交官補、ブラジル公使館三等書記官、オランダ公使館三等書記官、馬山領事、京城理事庁理事官・統監府書記官、スウェーデン公使館一等書記官、駐フランス大使館一等書記官、アメリカ合衆国大使館参事官を歴任した。1916年（大正5年）より駐スイス公使を務めた。その後、平和条約実施委員となった。
退官後は弁護士を開業した。